# Перумов, Ник
Ник Перу́мов (настоящее имя Никола́й Дании́лович Перу́мов; род. 21 ноября 1963, Ленинград, СССР) — российский писатель-фантаст.
Гражданин России и США, где живёт с 1998 года. Получил широкую известность после своей первой публикации в 1993 году эпопеи «Кольцо Тьмы», действие которой происходит в Средиземье Джона Рональда Руэла Толкина. В настоящее время более всего известен сериалом о вселенной «Упорядоченное».

## Биография
Родился в Ленинграде 21 ноября 1963 года. Отец писателя — Даниил Александрович Перумов (1936—2012), армянин, доктор биологических наук, работал в отделении молекулярной и радиационной биофизики Института высокомолекулярных соединений РАН.
Окончил кафедру биофизики физико-механического факультета Ленинградского политехнического института по специальности инженер-физик.
Занимался молекулярной биологией и десять лет отработал в Ленинградском НИИ особо чистых биопрепаратов. Помимо прочего, Перумов участвовал в разработке методов лечения пострадавших от аварии на Чернобыльской АЭС детей.
Писать начал в конце 1970-х годов. В то же время увлёкся фэнтези и фантастикой, в особенности книгами Толкина, которые читал в оригинале и делал собственный перевод. Был участником толкинистского движения, а также частым посетителем сети Фидонет под псевдонимом «капитан Уртханг», воин-орк. Первым крупным произведением Перумова, тогда ещё писателя-любителя, стала дилогия «Нисхождение Тьмы, или Средиземье 300 лет спустя», действие которой происходило в Средиземье, мире Толкина.
В 1993 году по предложению коллеги Перумов опубликовал дилогию в издательстве «Кавказская библиотека». Через полгода отредактированная версия книги была выпущена издательством «Северо-Запад» под названием «Кольцо Тьмы». Книга произвела фурор на рынке фантастики, вызвала как крайне положительные, так и критические оценки. Поклонники считают «Кольцо Тьмы» произведением, положившим начало русскому фэнтези, в то время как критики осуждают использование мира Толкина в качестве объекта полемики с его[уточнить] моральными установками. В 1994 году на писателя было совершено неудачное[уточнить] хулиганское нападение, связанное, возможно, именно с разногласиями вокруг книги. В продолжение «Кольца Тьмы» Перумов позднее написал роман «Адамант Хенны», имевший меньший успех.
В дальнейшем Ник Перумов не писал о Средиземье и публиковал книги только по собственным мирам. Основным местом действия его книг стало Упорядоченное — система взаимосвязанных миров, впервые упомянутая в романе «Гибель Богов». В него входят такие миры, как Хьёрвард, Эвиал, Мельин и другие. Крупнейшим произведением по Упорядоченному стала многосерийная эпопея «Хранитель мечей» о маге и шпионе Фессе, путешествующем между мирами, который оказался вовлечён в противостояние вселенских сил. В романах об Упорядоченном автор придерживался мировоззренческой позиции, близкой к ницшеанству, часто аллегорически критичной к религии.
Позднее Перумов также писал книги в других жанрах, таких как научная фантастика («Череп на рукаве», «Череп в небесах»), стимпанк («Не время для драконов» и «Не место для людей», в соавторстве с Сергеем Лукьяненко; цикл книг о Молли Блэкуотер), альтернативная история («Млава красная», в соавторстве с Верой Камшой).
В 1998 году, после финансового кризиса в России, с женой — кандидатом биологических наук Ольгой Радиевной Илькаевой (род. 1969) — и тремя сыновьями переехал в США (вначале в Даллас, затем в Северную Каролину), продолжая писать книги и одновременно работать лаборантом в Университете Дьюка по своей основной специальности — биофизика и молекулярная биология.

### Общественная позиция
В 2016 году заявил о себе как о противнике десталинизации, в то же время назвал себя монархистом и атеистом.
8 февраля 2024 года назвал российское вторжение на территорию Украины «собиранием русских земель», попутно раскритиковав эмигрировавших из России граждан за их антивоенную позицию.

## Издания
По данным, приведённым на официальном сайте писателя, ныне не функционирующем, за пятнадцать лет Перумов опубликовал двадцать книг общим тиражом более шести миллионов экземпляров, что является рекордом для жанра фэнтези в России. Ещё четыре книги Перумов издал под псевдонимом, раскрывать который, однако, отказывается. Часть из них — три повести о Конане, изданные в 1995 году под псевдонимом Поль Уинлоу и переизданные в 2022 году.
Всего же за двадцать четыре года литературного творчества опубликовал более полусотни книг. Некоторые из них переведены на польский, чешский, болгарский, словацкий, эстонский, шведский и немецкий языки и изданы в соответствующих странах. Чаще всего переводились роман «Гибель Богов», «Кольцо Тьмы» и начальные романы «Хранителя мечей». Первое издание на английском языке состоялось в 2007 году: роман «Гибель Богов» опубликован издательством Zumaya Otherworlds под названием «Godsdoom: The Book of Hagen».
В сентябре 2013 года Ник Перумов объявил сбор спонсорских средств читателей на сайте Boomstarter для издания электронной версии повести «Лемех и Борозда». За первые три дня было собрано более 70 % от необходимой суммы. В итоге было собрано 231 419 рублей из необходимых ста тысяч.

## Премии

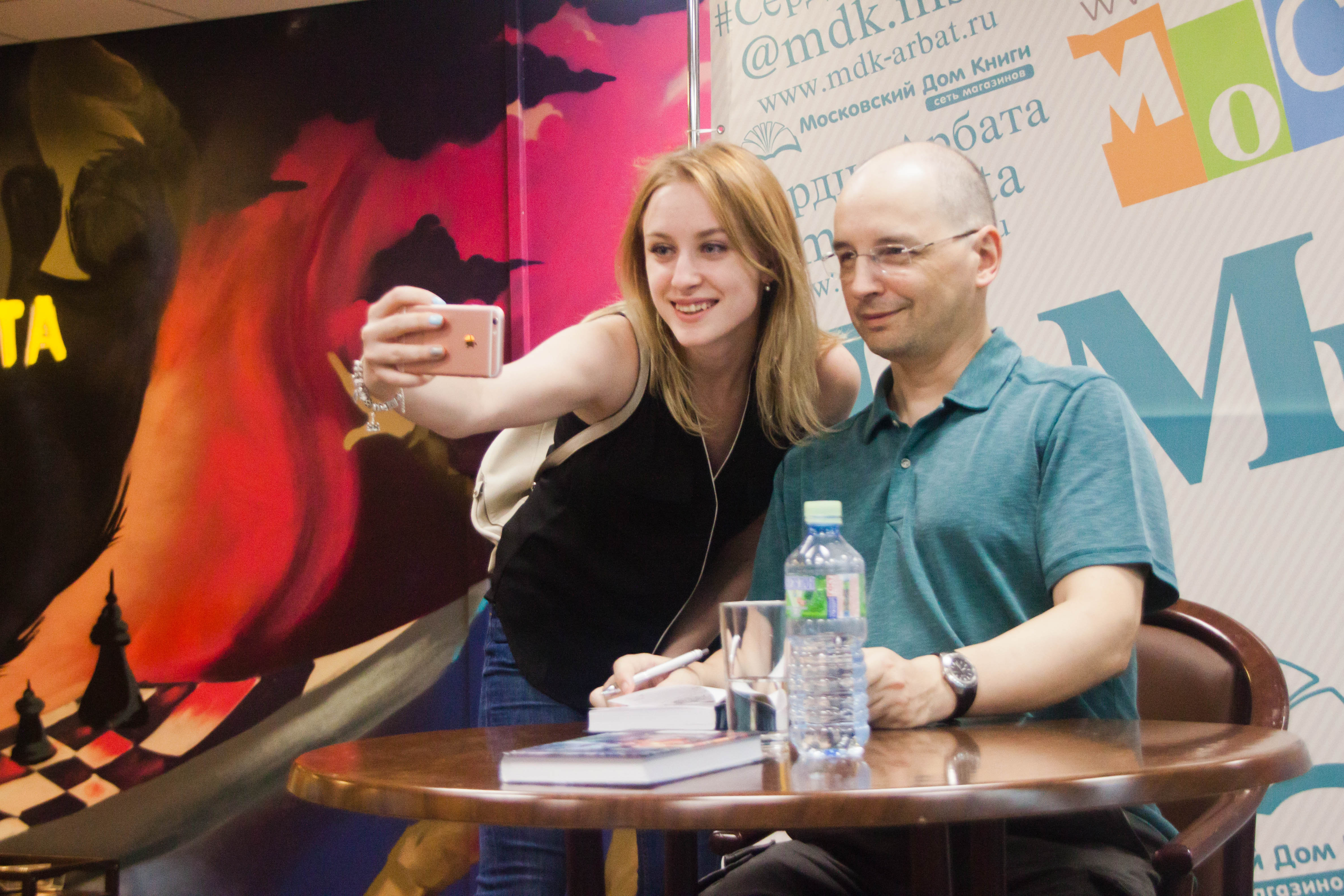
Ник Перумов на встрече с читателями, 2017

- 1999 — на Четвёртом Конгрессе «Странник» в Санкт-Петербурге получил приз в номинации «Меч идущего рядом» за книгу «Алмазный меч, деревянный меч».
- 2004 — на Четвёртом Конвенте «Роскон-2004» удостоен приза «Фантаст года».
- 2004 — на конвенте Eurocon в Болгарии признан лучшим фантастом Европы.
- 2004 — премии журнала «Мир фантастики» в номинациях «Лучший отечественный научно-фантастический роман» («Череп в небесах»), «Оружие года» (биоморфы из книги «Череп в небесах»); номинации на премию журнала «Мир фантастики» в категориях «Лучшее продолжение отечественного цикла» («Череп в небесах»), «Лучший отечественный фэнтези-роман» («Война мага: Миттельшпиль») и «Книга года» («Череп в небесах»).
- 2005 — на Десятом Конгрессе «Странник» получил премию «Странник» за цикл «Летописи Хьёрварда», оказавший наибольшее влияние на формирование и развитие русской фантастики.
- 2006 — премии журнала «Мир фантастики» в номинациях «Книга года» («Война мага: Конец Игры»), «Лучшее продолжение отечественного цикла» («Война мага: Конец Игры» и «Война мага: Эндшпиль»), «Герой года» (Фесс из книги «Война мага: Конец Игры»); номинировался на премию журнала «Мир фантастики» в категориях «Лучший отечественный фэнтези-роман» («Война мага: Конец Игры», «Война мага: Эндшпиль»), «Монстр года» (гарпия Геллера из книги «Война мага: Эндшпиль»).
- 2007 — на конвенте «МосКон-2006» получил приз «Серебряная стрела» за книгу «Война мага: Конец игры» в номинации «Лучшая книга».
- 2007 — Седьмой Конвент «Роскон-2007» — приз «Фантаст года».
- 2009 — премия журнала «Мир фантастики» — «Лучшее продолжение отечественного цикла» («Алиедора»).
- 2010 — награды Московского фестиваля фантастики «Серебряная стрела» в номинациях «Лучший женский образ» («Алиедора») и «Лучший фантастический мир» («Алиедора»).
- 2011 — премия журнала «Мир фантастики» — «Альтернативная история» («Млава Красная»).
- 2014 — Конвент «Роскон-2014» — «Серебряный Роскон» в номинации повесть, рассказ — «Отцова забота».
- 2017 — Конвент «Роскон-2017» — «Серебряный Роскон» в номинации роман — «Верное слово».

## Адаптации
- Роман «Не время для драконов», написанный в соавторстве с Сергеем Лукьяненко, послужил основой для одноимённой компьютерной ролевой игры (разработчики: Arise и KranX Productions, издатель: 1С), выпущенной в 2007 году.
- Роман «Алмазный меч, деревянный меч» послужил основой для одноимённой компьютерной ролевой игры (разработчики: Primal Software и Quant Games, издатель: 1С), выпущенной в 2008 году.
- Перумов рассказал в интервью, что «одна известная кинокомпания» обращалась к нему по поводу экранизации романа «Череп на рукаве» и он был «не против и даже счастлив», но проект не был реализован, поскольку Перумов запретил отказываться от использования символики и званий нацистской Германии, которую по сюжету использует Империя[21]. По воспоминаниям Перумова, велись также переговоры с компанией Kinodanz об экранизации «Молли Блэкуотер», но в итоге кинокомпания сняла самостоятельный фильм в том же жанре — «Эбигейл». При выходе фильма Перумов обвинял создателей в копировании сюжетных ходов его книги[22].

#### Миры Перумова (в порядке выхода книг)
Межавторский проект Ника Перумова 2013 года, в котором принимали участие как уже пишущие авторы, так и авторы, участие в проекте для которых стало их литературным дебютом.
1. «Свеча Хрофта». Дарья Зарубина.
2. «Камень без меча». Аркадий Шушпанов.
3. «Сердце твари». Наталья Караванова.
4. «Око Эль-Аргара». Эрик Гарднер.
5. «Ловцы тумана». Сергей Игнатьев.
6. «Перворожденная». Юстина Южная.
7. «Два сердца Дио». Наталья Болдырева.
8. «Звезда творения». Ирина Черкашина.
9. «Терракотовые сестры». Мила Коротич.
10. «Халт». Юлия Рыженкова.
11. «Агерский лекарь». Наталья Караванова.
12. «Владыки Брандея». Эрик Гарднер. Не опубликован из-за закрытия проекта.

«Дети Хедина». Сборник рассказов участников мастер-класса Ника Перумова.

### Интервью, цитаты
- Интервью журналу «Мир Фантастики»
- Интервью газете ВЗГЛЯД Архивная копия от 5 марта 2016 на Wayback Machine